# Мы вам всё припомним
«Мы вам всё припомним» (иногда переводится как «Вспомнить всё», «В глубине памяти», «Из глубин памяти», «Продажа воспоминаний по оптовым ценам»; англ. We Can Remember It for You Wholesale) — рассказ американского писателя-фантаста Филипа К. Дика. Впервые опубликован в The Magazine of Fantasy & Science Fiction в апреле 1966 года. Первый перевод на русский язык был сделан В. И. Бакановым и опубликован (частично) в журнале «Вокруг Света» в августе 1983 года под названием «Возвращение на Марс».
По мотивам рассказа были сняты фильмы «Вспомнить всё» режиссёра Пола Верховена (1990) и одноименный фильм режиссёра Лена Уайзмана (2012), а также сериал «Вспомнить всё 2070» (1999).

## Описание сюжета
Главный герой Дуглас Куэйл работает обычным клерком и мечтает побывать на Марсе, жена насмехается над ним, как такое ничтожество может себе позволить столь дорогое путешествие. Дуглас обращается в организацию «Воспоминания Инкорпорейтед» (в оригинале REKAL Inc.), предлагающую ему внедрить в память воспоминания о путешествии на Марс в качестве секретного агента. Однако перед записью Куэйл под анестезией вспоминает, что он на самом деле является агентом секретной правительственной организации Интерплан. Руководство «Воспоминаний» в стрессе от непредвиденной ситуации и решает не производить запись, отпускает его домой, вернув половину денег. Куэйл по дороге домой начинает вспоминать пребывание на Марсе, как провез через таможню образцы флоры и фауны планеты, но находит в кармане деньги и записку от агентства воспоминаний, он звонит жене, она считает, что он просто напился, Дуглас возвращается в офис компании, уверенный, что ему оказали некачественную услугу, ему возвращают вторую половину денег и настоятельно рекомендуют воздержаться от любых рассказов о путешествии на Марс.
Вернувшись домой, он к своему удивлению обнаруживает доказательства посещения Марса — коробочку с засохшей флорой и фауной планеты, Куэйл узнал их, ведь он сам их собирал весь день! Дуглас говорит о своих воспоминаниях жене, но она считает, что он повредился умом и уходит. К нему являются двое агентов Интерплана. Оказывается, в прошлом Куэйл был в командировке на Марсе и выполнил задание, уничтожив указанную ему жертву, он агент Интерплана. Перед командировкой в мозг Куэйла внедрили телепатический передатчик, благодаря чему Интерплан осведомлён обо всех его мыслях. Но стирать его воспоминания о Марсе повторно бессмысленно, ведь Куэйл в любой момент может снова обратиться в агентство воспоминаний, тем временем он за сегодня наговорил не на одну ликвидацию. Агенты собираются убить Куайла, он обезоруживает их и убегает.
Дуглас понимает, что с передатчиком ему некуда бежать, он мысленно просит стереть ему память и записать другие, более яркие, воспоминания, чтобы в дальнейшем не чувствовать беспокойства и не искать новых воспоминаний, руководство соглашается, но предупреждает, если настоящая память снова начнет пробиваться наружу, его ликвидируют. Дуглас сдается в руки Интерплана.
Пытаясь определить его тайное желание, психиатры Интерплана находят в глубинах его памяти детскую фантазию: ребёнком Дуглас случайно видит прибытие инопланетян, он вступает с ними в контакт, это разведывательный корабль, они собираются завоевать Землю. Однако Дугласу удаётся покорить пришельцев своей гуманностью и они заключают с ним договор: пока он жив, нашествие на Землю не состоится. Эта фантазия является краеугольным камнем его психики. Руководство Интерплана решает внедрить ему эту лжепамять, снабдив ложными вещественными доказательствами, хотя относится к этой фантазии Дугласа с презрением.
После введения анестезии Куэйл вспоминает, что контакт с инопланетной расой и договор о ненападении на самом деле имел место, инопланетяне велели никому о них не рассказывать, подарили ему свиток — благодарственную грамоту и невидимую волшебную палочку, которая уничтожает всё живое, она ранее и помогла выполнить задание на Марсе. Окружающие в ужасе понимают, что фантазия Дугласа — реальные воспоминания, и жизнь Дугласа бесценна.